# Glossaire du Scrabble

## Jeu
- Blitz : (duplicate) partie jouée avec un temps de réflexion d'une minute par coup (au lieu de trois en temps normal).
- Case : un des 225 emplacements de la grille sur lesquels on place les lettres. Chaque case est identifiée par une référence alphanumérique.
- Chevalet : (classique) support en plastique ou en bois pour porter les lettres des joueurs.
- Grille : le plateau de jeu de Scrabble, formé d'une grille de 225 (15 x 15) cases. Les colonnes sont référencées de 1 à 15 et les lignes de A à O. Elle peut être ouverte (les mots placés offrent de nombreuses possibilités de jeu) ou fermée (peu d'opportunités sont à la disposition du joueur).
- ODS : Officiel Du Scrabble : dictionnaire contenant l'intégralité des mots autorisés au scrabble complétés parfois d'une brève définition (mots non usuels). Depuis 1999, son titre exact est L'Officiel du jeu Scrabble.
- Partie classique : voir scrabble classique
- Partie duplicate :  voir scrabble duplicate
- Partie joker : (duplicate) variante dans laquelle on joue avec un joker à chaque coup. Celui-ci est ensuite remplacé, si possible, par la lettre qu'il représente.
- Partie libre : ancien nom donné au Scrabble classique par les joueurs de duplicate.
- Partie simultanée : voir simultanée
- Poche : sac traditionnellement de couleur verte et contenant les lettres restant à piocher.
- Pioche : voir poche.
- Reliquat : ensemble des lettres restant sur le chevalet ou dans le sac.
- Référence alphanumérique : une référence pour décrire le placement d'un mot, qui consiste en une lettre de A à O et un nombre de 1 à 15. La case en haut à gauche a comme référence A1, et celle en bas à droite a comme référence O15. Pour indiquer un mot placé horizontalement, on commence par la lettre (exemple « C3 ») et pour indiquer un mot placé verticalement, on commence par le chiffre (exemple « 3C »).
- Scrabble : coup consistant à former un mot en utilisant ses sept lettres, octroyant une bonification de 50 points.
- Scrabble classique : nom donné au jeu original, où entre 2 et 4 joueurs s'opposent et posent à tour de rôle un mot sur la grille, par opposition au Scrabble duplicate.
- Scrabble duplicate : variante du jeu de Scrabble qui consiste à jouer une partie seul devant son jeu, en tentant à chaque coup de trouver le score maximal possible avec des lettres données.
- Scrabbleur, euse : joueur de Scrabble (voir Liste de joueurs de Scrabble).
- Scrabblier : mot parfois utilisé pour désigner le plateau de jeu de Scrabble.
- Semi-rapide : (duplicate) partie jouée en deux minutes par coup (au lieu de trois en temps normal).
- Simultané : (duplicate) épreuve se déroulant dans plusieurs endroits. Les parties sont prétirées, puis envoyées par courrier à chaque centre, qui n'ouvre l'enveloppe qu'à l'heure dite. Les simultanés peuvent rassembler des centaines, voire des milliers de joueurs. Le plus populaire, le Simultané mondial, rassemble en janvier plus de 5000 joueurs.
- Tirage : ensemble des lettres tirées par un joueur et placées sur le chevalet (7 lettres sauf en fin de partie).

## Lettre
- Caramel : nom affectif donné aux jetons.
- Joker : la lettre blanche qui peut représenter n'importe quelle lettre.
- Lettre : se dit des 26 lettres, ou des 102 jetons.
- Lettre blanche : voir Joker
- Lettre chère : se dit des sept lettres qui ont une valeur supérieure à quatre points. Il s'agit de J et Q (8 points); K, W, X, Y et Z (10 points).
- Lettre semi-chère : se dit d'une lettre qui a une valeur de deux, trois ou quatre points. En français, D, G, M (2 points), B, C, P (3 points), F, H, V (4 points).

## Placement
- Appui, double appui : lettre déjà placée sur la grille faisant partie du nouveau mot joué. « Jouer en appui (sur le X) », « une lettre d'appui ». « Jouer en double appui » signifie que le mot joué contient deux lettres déjà placées sur la grille.
- Benjamin : prolongement d'un mot posé sur la grille de trois lettres par l'avant afin d'en former un autre, généralement pour atteindre une case « mot compte triple ». Par exemple avec VENIR, posé en H4 sur la grille, on pourrait envisager CONVENIR, PARVENIR ou SURVENIR. Voir Benjamin Hannuna
- Beaufort : coup technique qui consiste à tripler des lettres semi-chères pour obtenir plus qu’en doublant le mot
- Blanchard : scrabble marquant peu de points, car ne passant sur aucune case multiplicatrice.
- Cheminée : collante dans laquelle les lettres sont placées « en sandwich » entre deux mots déjà posés sur la grille.
- Collante : coup consistant à placer un mot le long d'un autre mot déjà posé sur la grille, formant alors de nouveaux mots, généralement de 2 lettres, dans l'autre sens.
- Legendre : coup consistant à multiplier, d'une part, deux ou trois fois une lettre chère (ou semi-chère) par le placement sur une case bleu clair ou bleu foncé, et d'autre part à multiplier le mot par deux par le placement d'une des lettres sur une case rose.
- Maçonnerie : coup formant plusieurs petits mots, le plus souvent en posant peu de lettres.
- Nonuple : mot d'au moins huit lettres reliant deux cases « mot compte triple ». La valeur du mot est alors multipliée par neuf.
- Pivot : une lettre pivot est une lettre placée sur une case bleue à l'angle de deux nouveaux mots. Sa valeur est ainsi multipliée deux fois, verticalement et horizontalement.
- Quadruple : mot d'au moins sept lettres reliant deux cases « mot compte double ». La valeur du mot est alors multipliée par quatre.
- Rajout : voir Rallonge ou Benjamin
- Rallonge : placement d'un mot utilisant une de ses lettres comme ajout en début ou à en  fin sur un mot déjà posé. Par exemple REVENIR → PRÉVENIR, JOUER → JOUERA. Deux mots sont ainsi comptabilisés.
- Sec : se dit d'un scrabble composé uniquement des sept lettres du tirage.
- Scrabble: coup consistant à former un mot en utilisant les sept lettres, octroyant une bonification de 50 points.
- Superbenjamin: coup combinant un double prolongement : à l'avant et à l'arrière du mot. Par exemple, avec CHANTER, posé en H3 sur la grille, on peut espérer DECHANTERAIENT (113 points) ; ou en H4 :  FABRIQUE → PREFABRIQUERIEZ  (401 points).

## Stratégie
- Changer : (classique) écarter entre une et sept lettres de son tirage afin d'en tirer de nouvelles. Le joueur est alors obligé de passer son tour.
- Fermer : (classique) jouer de manière à rendre difficile  la pose d'un scrabble. et  l’accès aux cases "mot contre triple".
- Ouvrir  : (classique) placer un mot qui offre de nombreuses possibilités de placements ultérieurs.
- Nonupler : réaliser un nonuple.
- Passer : (classique) ne pas jouer de mot sur son tour. Le joueur marque alors zéro point.
- Rejeter : (classique) voir Changer
- Rejeter : (duplicate) remettre toutes les lettres dans le sac, si le tirage n'est pas valable (par exemple, pas deux voyelles et deux consonnes lors des 15 premiers coups) ou si le juge-arbitre le décide (exemple : un joker, une voyelle et cinq consonnes).
- Scrabbler : réaliser un scrabble.

## Arbitrage et concours
- Anagrammeur : logiciel permettant de donner tous les mots jouables avec un tirage ou une configuration de grille donnés.
- Arbitre : (classique) personne chargée de vérifier les mots contestés et de régler tout litige qui pourrait survenir entre deux joueurs. - (duplicate) personne chargée de vérifier la validité des bulletins, de rédiger les avertissements et d'additionner les points de chaque joueur, le plus souvent à l'aide d'un logiciel dédié.
- Assesseur : (duplicate) assistant du juge-arbitre, chargé notamment de l'aider dans le choix des mots et la surveillance de la salle.
- Avertissement : (duplicate) sanction pour une faute légère d'un joueur (erreur de score, joker non entouré sur le bulletin de jeu, discipline…). À compter du 4e avertissement (6e en blitz et en partie originale), et pour chaque avertissement supplémentaire, une pénalité de 5 points est appliquée.
- Bulletin ou Bulletin-réponse ou Bulletin de jeu : (duplicate) papier sur lequel le joueur inscrit la solution qu'il a trouvée. Sur le bulletin figurent une partie quadrillée où le joueur inscrit le mot et éventuellement le raccord, des cases pour le numéro de table, le score et la référence alphanumérique.
- Bulletin d'avertissement ou Bulletin de correction de jeu : (duplicate) formulaire mentionnant les causes d'avertissement ou de zéro, complété par l'arbitre correcteur et remis au joueur pour l'informer de la sanction dont il fait l'objet.
- Commission d'arbitrage : (duplicate) ensemble de 5 personnes (3 joueurs et 2 arbitres) désignées en début de tournoi pour statuer sur d'éventuels bulletins de jeu litigieux.
- Contestation : (classique) action de demander la vérification d'un ou plusieurs mots posés par son adversaire.
- Cote : (classique) nombre indiquant le niveau d'un joueur. La cote d'un joueur est modifiée après chaque épreuve en fonction de trois critères : nombre de joueurs, comparaison du classement initial et du classement final, niveau de l'épreuve.
- Directeur de tournoi : (classique) responsable de l'organisation et du bon déroulement d'un tournoi de Scrabble classique.
- Double-arbitrage ou D.A. : (duplicate) vérification des bulletins corrigés par les arbitres, par un double-arbitre.
- Duo : (duplicate) coup où deux joueurs seulement réalisent le top. Cette distinction est faite seulement pour la gloire car les joueurs ne reçoivent pas de bonification.
- DupliTop : (duplicate) logiciel d'arbitrage officiel de la FISF, édité par la Fédération française. Il permet également de s'entraîner, de faire du topping, etc.
- Écart : (classique) différence entre les scores des deux joueurs à la fin de la partie. -(duplicate) voir Négatif
- Festival : tournoi de Scrabble durant lequel plusieurs épreuves, classiques ou duplicates, sont organisées sur plusieurs jours consécutifs.
- Juge-arbitre : (duplicate) personne chargée de diriger une partie de Scrabble duplicate. Il fait toutes les annonces : tirages, mots retenus, début et fin du temps de réflexion, classements, etc. Il a la tâche délicate de choisir le mot à jouer s'il y a plusieurs solutions au top.
- Feuille de route : (duplicate) feuille sur laquelle le joueur doit reporter ses scores et mots joués en cas de désaccord avec son arbitre. - (classique) feuille sur laquelle le joueur doit reporter ses mots joués et leurs scores, ainsi que ceux de son adversaire.
- Feuille de match : (classique) feuille sur laquelle est reporté le résultat d'un match. Elle est signée par les deux joueurs et portée à un arbitre.
- Isotop : (duplicate) solution rapportant autant de points que le top (solution placée sur la grille)
- Lapin : (duplicate) personne chargée de collecter les bulletins des différents arbitres et de les porter au double-arbitrage.
- Mort subite : (duplicate) épreuve à élimination directe dans laquelle le(s) joueur(s) jouant un coup de valeur inférieure à celle trouvée par au moins un autre joueur est (sont) éliminé(s) ; une telle épreuve peut être utilisé pour départager des ex æquo à l'issue d'une compétition.
- Négatif : (duplicate) le total des « tops » moins le score du joueur. Par exemple, un top de 800 points moins un score de 790 donne un négatif de 10, ou simplement -10.
- Pénalité : (classique) perte de 5 points, le plus souvent pour mot valable contesté à tort ou pour un tirage de lettre surnuméraire. - (duplicate) perte de 5 points causée par un 4e avertissement ou les suivants.
- Pendule : (classique) chronomètre à rebours à double cadran comptabilisant le temps restant à chaque joueur. Une pendule est munie de deux boutons-bascule (l'arrêt du chrono d'un joueur déclenche le chrono de son adversaire) et d'un bouton pause, utilisé notamment en cas de contestation.
- Raccord : (duplicate) lettres déjà posées sur la grille que le joueur indique sur son bulletin (lettres de raccord) ou emplacement de l'initiale du mot joué (raccord alphanumérique).pour indiquer à l'arbitre le mot qu'il vient de jouer.
- Ramasseur : (duplicate) personne collectant les bulletins à l'issue du temps de réflexion et distribuant les bulletins d'avertissement.
- Soustop : mot dont le score est le plus proche du top.
- Teneur, teneuse de tableau : (duplicate) personne chargé de l'affichage des lettres et des mots joués sur un grand tableau représentant la grille de jeu. Ce rôle tend à disparaître au profit de l'affichage par vidéoprojecteur.
- Top : mot dont le score est le plus élevé sur un coup (dans le duplicate il est l'objectif même du jeu). Par extension, score cumulé des tops de la partie. Être au top : (duplicate) réaliser le score maximal sur un coup, ou sur une partie.
- Toper : (duplicate) ne perdre aucun point, réaliser le score maximal. Ex. toper un coup, toper une partie.
- Topeur, topeuse : (duplicate) personne qui ne perd aucun point, qui réalise le score maximal. Ex. le classement des topeurs.
- Topping : (duplicate) variante inventée par Franck Maniquant et Nicolas Grellet, consistant à jouer une partie le plus rapidement possible, de nouvelles lettres étant tirées dès que le joueur (ou l'équipe) a trouvé le top. Cette formule se prête bien à des exhibitions spectaculaires.
- Tournoi de Scrabble : réunion de joueurs de Scrabble où les joueurs disputent des parties duplicates ou classiques, généralement pour gagner un titre ou une dotation.
- Série : subdivision du classement. En duplicate, il y a 8 séries (super-série, puis série 1 à 7). En Classique, il y a 4 séries (Joker, puis série A, B et C). La plupart des tournois prévoient des récompenses pour les vainqueurs de chaque série.
- Solo : (duplicate) coup où un seul joueur réalise le top. Ce joueur reçoit une bonification de 10 points. Il doit y avoir au moins 16 joueurs pour que la bonification soit accordée.
- Zéro : (duplicate) coup où le joueur marque zéro point : il peut s'agir d'un mot absent de l'Officiel du Scrabble, d'un raccord incorrect, d'une erreur de lettre ou encore d'une sanction disciplinaire.